# Мэн Цзяньчжу
Мэн Цзяньчжу́ (кит. упр. 孟建柱, пиньинь Mèng Jiànzhù, род. в июле 1947 года, в Сучжоу, провинция Цзянсу) - китайский политик, член Политбюро ЦК КПК (2012-2017), секретарь Политико-юридической комиссии ЦК КПК (2012-2017), министр общественной безопасности КНР (2007-2012), глава парткома КПК провинции Цзянси (2001-2007). Член Политбюро 18 созыва, член ЦК с 16 созыва (кандидат 15 созыва).

## Биография
Мэн был одним из вице-мэров Шанхая в период с 1993 по 1996 год. В 1996 году он был повышен до заместителя секретаря комитета КПК Шанхая, занимал должность до 2001 года.
В 2001 году Мэн был назначен секретарём комитета КПК провинции Цзянси (также являлся пред. ПК СНП провинции). К XVI съезду КПК (2002) являлся самым молодым региональным партийным лидером (55 лет). Он оставался в этой должности до октября 2007 года, когда был переведён в Пекин и назначен министром общественной безопасности, сменив на этом посту Чжоу Юнкана, который стал секретарём Политико-юридической комиссии ЦК КПК и членом Постоянного комитета Политбюро.
Считался одним из кандидатов в Постоянный комитет Политбюро 18 созыва, однако, в отличие от двух своих предшественников на посту секретаря Политико-правовой комиссии ЦК КПК с 2002 года (Ло Ганя и Чжоу Юнкана), в его состав избран не был, будучи избран только членом Политбюро.
C ноября 2012 года секретарь Политико-юридической комиссии ЦК КПК.
По утверждению Александра Габуева (2012), Мэн Цзяньчжу является давним протеже экс-генсека КПК Цзян Цзэминя и членом "шанхайской группировки" в КПК.